# Jessie Bates III
Pour les articles homonymes, voir Bates.
(en) Statistiques sur pro-football-reference
Jessie Bates III, né le 26 février 1997 à Fort Wayne dans l'Indiana, est un joueur américain de football américain dans la National Football League (NFL).
Safety, il est sélectionné par les Bengals de Cincinnati lors de la draft 2018. Il y reste jusqu'en fin de saison 2022, devient agent libre et signe chez les Falcons d'Atlanta en 2023.

## Biographie

### Carrière universitaire
Étudiant à l'Université de Wake Forest, il joue pour l'équipe des Demon Deacons durant les saisons 2016 et 2017 de la NCAA Division I FBS. 

### Carrière professionnelle
Il est sélectionné en 54e choix global lors du deuxième tour de la draft 2018 de la NFL par la franchise des Bengals de Cincinnati. Il y signe le 12 mai son contrat rookie pour un montant de 4,94 millions de dollars dont 2,38 garantis et une prime à la signature de 1,67 million.

#### 2018
Désigné titulaire pour le poste de free safety dès le début de la saison 2018, il y fait bonne impression en totalisant 111 plaquages dont 73 en solo, 7 passes déviées et 3 interceptions dont une retournée en touchdown. Il est sélectionné dans l'équipe-type des débutants de la ligue par la Pro Football Writers Association. Cette performance lui vat d'être classe 11e meilleur safety de la ligue par Pro Football Focus avec une note de 79,9.

#### 2019
Contre les Steelers en 4e semaine (défaite 3 à 27), Bates recouvre un fumble forcé par son coéquipier Nick Vigil (en). En 10e semaine lors de la défaite 13 à 49 contre les  Ravens, il réussit sa première interception de la saison sur une passe de Robert Griffin III. Il récidive la semaine suivante sur une passe du quarterback Derek Carr des Raiders (défaite 10-17). Sa troisième interception est effectuée sur une passe de Baker Mayfield en 14e seamine lors d'une nouvelle défaite 17 à 29 contre les Browns.

#### 2020
Bates réussit sa première interception de la saison en 6e semaine sur une passe du quarterback Philip Rivers lors de la défaite 27à 31 contre les Colts. Lors de la défaite 9 à 20 contre la Washington Football Team en 11e semaine, il effectue sa troisième interception de la saison sur une passe du quarterback Alex Smith
Il est sélectionné dans la deuxième équipe all-pro en fin de saison. 

#### 2021
Lors du Super Bowl LVI, Bates effectue la deuxième interception de sa carrière en match de phase finale sur une passe de Matthew Stafford dans la zone d'en-but.

#### 2022
Le 7 mars 2022, les Bengals placent un franchise tag sur Bates qu'ils resignent le 23 août.

#### 2023
Devenu agent libre en fin de saison 2022, Bates signe le 14 mars 2023 un contrat de quatre ans pour un montant de 64 millions (dont 23 garantis pour sa première année) avec les Falcons d'Atlanta.

## Accomplissements

### NFL
- 2020 : sélectionné dans la deuxième équipe All-Pro ;
- 2018 : sélectionné dans l'équipe type des rookies par PFWA (en).

### NCAA
- 2016 : sélectionné dans la deuxième équipe de l'Atlantic Coast Conference (ACC).